# Carlos Rodrigues de Vasconcellos
Carlos Rodrigues de Vasconcellos (Maranhão, 20 de abril de 1856 – 13 de maio de 1922) foi um médico brasileiro.
Doutorado em medicina pela Faculdade de Medicina do Rio de Janeiro em 1881, defendendo a tese “Diagnóstico diferencial das moléstias que apresentam a cólica no momento de seus sintomas”. Foi eleito membro da Academia Nacional de Medicina em 1886, com o número acadêmico 151, na presidência de Agostinho José de Sousa Lima.